# Gromada Piasek (Powiat Częstochowski)
Gromada Piasek war eine Verwaltungseinheit in der Volksrepublik Polen von 1954 bis 1961. Verwaltet wurde die Gromada vom Gromadzka Rada Narodowa, dessen Sitz sich in Piasek befand und der aus 25 Mitgliedern bestand.
Die Gromada Piasek gehörte zum Powiat Częstochowski in der Woiwodschaft Katowice (damals Stalinogród) und bestand aus den ehemaligen Gromadas Pabianice und Skowronów der aufgelösten Gmina Zrębice, ebenso die Gromada Piasek der aufgelösten Gmina Janów und die Gromada Czepórka der aufgelösten Gmina Żuraw.
Am 31. Dezember 1959 wurde die Gromada Piasek aufgelöst und die Gromada Janów eingegliedert.